# Karoline Næss
Karoline Næss (Bergen, 4 de janeiro de 1985) é uma handebolista profissional norueguesa, campeã olímpica.